# Мамут Євген Шамаєвич
Мамут Євген Шамаєвич (англ. Eugene Mamut) — український і американський фахівець з кінематографічних спецефектів, аніматор, лауреат премії «Оскар».

## Сім'я, дитинство, освіта
Народився 9 липня 1942 Ташкент, СРСР. Батьки та сестра переїхали в США у 1977, куди через рік переїжджає родина Є. Мамута.
У 1996 році одружився з відомим графіком і майстром мультиплікації Іриною Борисовою.
- 1949—1959 Школи № 95, № 48, № 9 м. Харкова.
- 1959—1961 Токар 4 розряду на експериментальному заводі ХПІ.
- 1961—1963 Харківський будівельний технікум. Технік-електрик.
- 1963—1967 Тихоокеанський флот. Острів Російська. Матрос — головний старшина.
- 1967—1970 Кафедра ДПМ (Динаміка і міцність машин ХПІ). Отримав 2 авторських свідоцтва від Патентного бюро за новий спосіб вимірювання неелектричних величин.
- 1971 Диплом інженера-електрика. ХПІ.
- 1970—1978 Кіностудія ХПІ. Інженер. Сконструював мультстанок і розробляв технологію для зйомки під мікроскопом.

## Кіностудія ХПІ
Народна Кіностудія Харківського політехнічного інституту почала свою творчу діяльність у 1957 році під керівництвом спочатку Володимира Петровича Зубара, а пізніше з 1965 року Аркадія Михайловича Фаустова.
Після закінчення політехнічного інституту Євген Мамут працював на кіностудії, де була професійна апаратура, на якій харків'яни створювали експериментальні анімаційні фільми.
Мультстанок виготовили, переробивши прилад для аерофотозйомки, а за целулоїдом довелось їхати в Москву на студію «Союзмультфільм». Так, анімаційний фільм «Тум-тум»(1972) режисера Євгена Мамута та художниці, майбутньої дружини Ірини Анатолівної Борисової був створений на целулоїді, який використовували для виготовлення російського серіалу «Вінні-пух» режисера Федора Хитрука. На студії для виготовлення анімації збирається колектив: О. Голубчик, Є. Малинов, А. Ярмолюк, В. Столбовой, А. Гордєєв, Л. Перетяченко, Ю. Ганцевич.
Є. Мамут у 1977 брав участь у створенні анімації зі вставками батіку «Носоріг» по віршам Б. Заходера.
Молода група аніматорів не тільки виготовляла класичну анімацію, але й проводить експерименти в нових методах мультиплікації, зокрема стереографії та електронної анімації.

## Робота в експериментальних техніках

### Стереоанімація
У 1973 році на студії Евгеній Мамут із колегами виготовляє стереографічну лялькову анімацію із грою живого актора «Ванька-Встанька» на кольоровій плівці — першу художню стереоанімацію в СРСР. Презентація стрічки відбулась у Києві із червоно-зеленими 3D-окулярами. На відміну від голографії, стереокінематограф залишається видовищем плоских, але кількісно подвоєних зображень, знятих і розглянутих окремо для правого і лівого очей. Тобто, і в стереокіно ми продовжуємо дивитися плоске зображення, як і у звичайному кінематографі, але тільки зняте для кожного ока окремо.

### Комп'ютерна анімація
Перша художня анімаційна стрічка зі вставками комп'ютерної мультиплікації у СРСР зроблена харківськими політехніками — на зібраному місцевим умільцем першому комп'ютері, здатному малювати.
У 1975 році виникла ідея створити художню анімацію зі вставками комп'ютерної графіки. Для цього використали пристрій графічної взаємодії «Інтограф-2» М. С. Безродного, який «працює спільно з ЕОМ і призначений для оперативного відображення результатів вирішення завдань у вигляді креслень, графіків, схем, а також для коригування виведених зображень в режимі діалогу людини з ЕОМ».Так виникла анімація «Малює ЕОМ. Азбучна істина» на вірші Б. Заходера.

## Переїзд в США
Євген Мамут емігрував із Харкова до США в 1978 році. У Харкові, його вважали «зрадником і ворогом народу», тому у 80-х роках XX століття для демонстрації робіт Кіностудії ХПІ ім'я Євгена Мамута вирізали з титрів.
Тим часом прибувши до Нью-Йорку Євген Мамут став працювати у Компанії EFX Unlimited — мити плівку. Згодом йому довірили розробляти спецефекти для фільмів «Блакитна лагуна» (The Blue Lagoon) режисера Рендла Клайзера та «Касандра» (Xanadu, 1980) Роберта Грінволда.

Є. Мамут пригадує:
Моїми колегами були люди, відомі зараз всьому світу: фахівці з візуальних ефектів Джол Хайнек і Джефф Клейзер. Один із них тоді писав знімальні листи, другий — працював на друкарському верстаті. Коли Джол пішов в іншу фірму, забрав мене з собою.
Згодом працював у R/Greenberg Associates над фільмами «Леді-яструб» (Ladyhawke, 1985), «Зеліг» Zelig, 1983, «Брудні танці» (Dirty Dancing, 1987), «Тато — привид» (Ghost Dad 1990), «Хижак» (Predator, 1987), та «Хижак 2» (Predator 2, 1990).
1993—1995 Judson Rosebush Co. New York. 2-D computer animation.
У 1996 році Євген Мамут переїжджає до міста Ленокс, штат Массачусетс працювати з компанією Mass.Illusion. Там він робив візуальні ефекти для фільмів «Зоряний Десант» (Starship Troopers, 1997) та «Матриця» (The Matrix, 1999).
Також доводилося працювати в умовах секретності .Наприклад, Вуді Ален приносив коробку з негативами, підписану «зимовий проєкт» або «літній проєкт» і лише в прокаті можна було дізнатись до якого фільму.

## Спецефекти, автор яких Євген Мамут

### Еластик-ефект
Цей ефект (The elastic effect [Архівовано 8 березня 2016 у Wayback Machine.]»). був створений для рекламного ролика «Рено». Машина розтягується на повороті, неначе пружина, а інші об'єкти залишалися нерухомими. Це досягнуто без комп'ютерної графіки за допомогою 1200 смужок-«масок», які в потрібний час по черзі перекривали кадр.

### Камуфляж-ефект
Цей ефект (Camouflage effect) створює невидимість та прозорість персонажа, якого при статиці непомітно, а при динаміці відбувається тільки оплазмований натяк на тіло.

Саме цей ефект використав режисер Джон Мактірнан для фантастичного бойовика «Хижак» у 1987 році. Є. Мамут каже:
На комп'ютері „камуфляж-ефект“ робиться за 10 хвилин, але тоді комп'ютерів не було, і мені довелося повозитися з небаченим на ті часи спецефектом два тижні. „Хижак“ створювався на верстаті оптичного друку, за який мій бос виклав мільйон доларів! Це була ризикована інвестиція, враховуючи, що через п'ять років усе вже робилося на комп'ютерах. Але за ці лічені роки верстат окупив себе десятикратно.
Цей спецефект Євген Мамут розробив разом із Джоелом Хайнеком

### Батік-ефект
Даний ефект створений для анімації «Носоріг» методом техніки батіку. Фарба капає на шовк та розпливається і її в реальному часі знімає камера.

## Премії та нагороди
- 1962 — срібна медаль ВДНГ у Москві за діючу модель електростанції з керованими запобіжниками.
- 1982 — премія «CLIO AWARD» за рекламу годинника «Timex».
- 1987 — Євген Мамут спільно з трьома своїми колегами отримав премію «Оскар». Науково-технічна нагорода (Scientific and Engineering Award [Архівовано 2 жовтня 2014 у Wayback Machine.]) за проектування і розробку RGA / Oxberry Compu-Quad Special Effects Optical Printer для фільму «Хижак».

## Animagic
У 2002 році у курортному місті Ленокс (графство Беркшир, штат Массачусетс) Є. Мамут та І. Борисова засновують приватний музей анімації, спецефектів і мистецтва «Animagic [Архівовано 3 листопада 2014 у Wayback Machine.]» — Museum of Animation, Special Effects and Art (Lee, Massachusetts), де майстри проводять екскурсії і навчають азам мультиплікації і комбінованих зйомок людей у віці від 5 до 95 років

## Є. Мамут в Україні
У 2012 році в рамках IV Міжнародного фестивалю короткометражного кіно «Харьковская сирень» видатний фахівець з кіноспецефектів дав майстер-клас зі створення візуальних спецефектів. Євген Мамут разом із дружиною Іриною Борисовою залишив відбиток руки на «Алеї слави» у Харкові, на якій уже поставили свої відбитки Ален Делон, Жан-Поль Бельмондо, Мілен Демонжо, П'єр Рішар, Богдан Ступка та багато інших зірок. У 2019 році в рамках IV Міжнародного кінофоруму «Кінохвиля» (м. Тернопіль) взяв участь у прем'єрному показі документального фільму «З України до Голлівуду»(реж. Галина Миколаївна Кувівчак-Сахно, Станіслав Сукненко).

## Роботи Є. Мамута
Євген Мамут брав участь у створенні 700 рекламних роликів і 40 фільмів

### Мультфільми
1. «Тум-Тум» (1972)
2. «Ванька-Встанька» (стереоскопічний, 1973)
3. «Азбучна істина» (комп'ютерний, 1975)
4. «Носоріг» (1978)

### Спец-ефекти до фільмів
- Блакитна лагуна / The Blue Lagoon (optical cameraman)
- Ксанаду / Xanadu (1980) (optical cameraman)
- Зеліґ / Zelig (1983) (optical cameraman)
- Чудернацька наука (optical cameraman)
- 1985 — Леді-яструб/Ladyhawke Ladyhawke (optical cameraman)
- Хижак / Predator (1986) (optical cameraman)
- Брудні танці / Dirty Dancing (1987) (optical cameraman)
- Нью-Йоркські Історії / New York Stories (1989)[en] (optical cameraman)
- Маленькі монстри / Little Monsters (1989) (optical cameraman)
- Хижак 2 / Predator 2 (1990) (optical camouflage Superviser)
- Тато-привид/Ghost Dad[en] (1990) (optical cameraman)
- Зоряний десант / Starship Troopers (1997) (Digital Compositor)
- Куди приводять мрії / What Dreams May Come (1998) (Digital Compositor)
- Матриця / The Matrix (1999) (Digital Compositor)

### Додатки до комп'ютерних ігор
1. Digital Video для комп'ютерних ігор і DVD.
2. Production Designer.
3. Ocean Voyager (1995) навчальна гра на CD.
4. The War in Vietnam (1995) інтерактивний каталог всіх карт, людей, дій, всіх статей газети New York Times, всіх роликів новин CBS за період В'єтнамської війни.
5. Eric Kroll (1994) Fetish каталог.
6. Look What I see (1996) Educational DVD from Metropolitan Museum of Art